# Volksbank Zollernalb
Die Volksbank Zollernalb eG ist eine geplante Genossenschaftsbank mit dem Geschäftsgebiet im Zollernalbkreis und Landkreis Sigmaringen in Baden-Württemberg. Sie soll aus der Fusion der Volksbank Albstadt, der VR Bank Heuberg-Winterlingen und der Volksbank Hohenzollern-Balingen hervorgehen.
Die Volksbank Zollernalb hätte nach den Geschäftszahlen der bisherigen Banken eine Bilanzsumme von etwa 4 Mrd. Euro und ein Kundengeschäftsvolumen von 7,5 Mrd. Euro. Für die 125.000 Kunden und 68.000 Mitglieder sind knapp 500 Mitarbeiter zuständig.

## Geschichte

### Vorgeschichte (1865–2024)
Die Volksbank Albstadt wurde formal am 1. Oktober 1865 als Gewerbebank Ebingen eröffnet. Seit 1871 ist die Bank im Genossenschafts- bzw. Handelsregister eingetragen. 1940 erfolgte die Umbenennung in Volksbank Ebingen. Am 13. August 2014 fusionierte die Volksbank Ebingen mit der Volksbank Tailfingen zur Volksbank Albstadt.
Die VR Bank Heuberg-Winterlingen wurde am 6. Januar 1889 als Darlehenskassenverein Nusplingen-Harthöfe gegründet und 1892 zum Darlehenskassen-Verein Meßstetten. Zwischen 1967 und 1992 gab es mehrere Fusionen zwischen kleineren Banken zu den schließlich verbliebenen Banken Volksbank Heuberg und Winterlinger Bank. Am 7. bzw. 18. Mai 2019 fand die Fusion der Volksbank Heuberg und der Winterlinger Bank statt.
Am 1. Januar 2015 fusionierte die Volksbank Balingen mit der Volksbank Hohenzollern zur Volksbank Hohenzollern-Balingen.

### Fusion (seit 2025)
Seit Oktober 2023 fanden Gespräche zwischen allen Volksbanken im Zollernalbkreis statt. Die Volksbank Albstadt, die VR Bank Heuberg-Winterlingen und die Volksbank Hohenzollern-Balingen verabredeten eine Fusion zur Volksbank Zollernalb. Zwischen 26. Mai und 2. Juni wurde die Fusion mit Vertreterversammlungen der jeweiligen Bank beschlossen. Dabei stimmten 99,1 Prozent der Vertreter der VR Bank Heuberg-Winterlingen, 98,8 Prozent der Volksbank Hohenzollern-Balingen und 100 Prozent der Volksbank Albstadt der Fusion zu. Die Fusion soll bis Oktober 2025 abgeschlossen sein und rückwirkend zum 1. Januar 2025 gelten. Der Hauptsitz der Bank wird in Balingen sein.
Nach der Fusion verbleiben im Zollernalbkreis drei genossenschaftliche Banken. Neben der Volksbank Zollernalb bleiben die Onstmettinger Bank und die Raiffeisenbank Geislingen-Rosenfeld als eigenständige Banken bestehen.

## Organisationsstruktur
Der Vorstand soll zur Fusion aus fünf Personen aus allen drei Banken bestehen. Designierter Vorstandsvorsitzender ist Arndt Ständer von der Volksbank Hohenzollern-Balingen. Der Aufsichtsratsvorsitzende soll mit Andreas Fandrich von der Volksbank Albstadt besetzt werden.

### Vorstand
Geplanter Vorstand zur Fusion:
- Arndt Ständer (Vorsitzender; Volksbank Hohenzollern-Balingen)
- Joachim Calmbach (Volksbank Hohenzollern-Balingen)
- Andreas Eckl (VR Bank Heuberg-Winterlingen)
- Robert Kling (Volksbank Albstadt)
- Benjamin Wurm (Volksbank Albstadt)

Nach dem ruhestandsbedingten Ausscheiden von Andreas Eckl und Joachim Calmbach soll Cornelia Rosenau (VR Bank Heuberg-Winterlingen) nachrücken und ein Vorstandsposten wegfallen.

## Geschäftsgebiet
Das Geschäftsgebiet erstreckt sich über die bisherigen Geschäftsgebiete der fusionierten Volksbanken im Zollernalbkreis und im Landkreis Sigmaringen. Zur Fusion sollen alle 45 bisherigen Standorte erhalten bleiben.

### Geschäftsstellen der Volksbank Albstadt
Anfang 2025 betrieb die Volksbank Albstadt 21 Standorte:
- Zentrale Albstadt-Ebingen
- BeratungsCenter Albstadt-Ebingen
- BeratungsCenter Albstadt-Tailfingen
- BeratungsCenter Bitz
- BeratungsCenter Schömberg
- BeratungsCenter Stetten am kalten Markt
- Geschäftsstelle Albstadt-Lautlingen
- Geschäftsstelle Dotternhausen
- Geschäftsstelle Obernheim
- Geschäftsstelle Schömberg-Schörzingen
- Geschäftsstelle Schwenningen
- Geschäftsstelle Straßberg
- Geschäftsstelle Meßstetten-Tieringen
- SB-Geschäftsstelle Albstadt-Ebingen Friedrich-Haux-Straße
- SB-Geschäftsstelle Albstadt-Ebingen Kientenstraße
- SB-Geschäftsstelle Albstadt-Ebingen West
- SB-Geschäftsstelle Albstadt-Laufen
- SB-Geschäftsstelle Albstadt-Pfeffingen
- SB-Geschäftsstelle Albstadt-Tailfingen Langenwand
- SB-Geschäftsstelle Albstadt-Truchtelfingen
- SB-Geschäftsstelle Dormettingen

### Geschäftsstellen der VR Bank Heuberg-Winterlingen
Anfang 2025 betrieb die Volksbank Heuberg-Winterlingen sechs Standorte:
- Hauptstelle Meßstetten
- Hauptstelle Winterlingen
- Beratungszentrum Nusplingen
- Geschäftsstelle Stetten am kalten Markt-Frohnstetten
- SB-Geschäftsstelle Meßstetten-Hartheim
- SB-Geschäftsstelle Winterlingen-Harthausen

### Geschäftsstellen der Volksbank Hohenzollern-Balingen
Anfang 2025 betrieb die Volksbank Hohenzollern-Balingen 18 Standorte:
- Geschäftsstelle Balingen
- Geschäftsstelle Balingen-Frommern
- Geschäftsstelle Balingen-Heselwangen
- Geschäftsstelle Bisingen
- Geschäftsstelle Burladingen
- Geschäftsstelle Burladingen-Melchingen
- Geschäftsstelle Gammertingen
- Geschäftsstelle Haigerloch
- Geschäftsstelle Hechingen
- Geschäftsstelle Rangendingen
- Geschäftsstelle Rosenfeld
- Geschäftsstelle Veringenstadt
- SB-Geschäftsstelle Balingen-Engstlatt
- SB-Geschäftsstelle Balingen-Weilstetten
- SB-Geschäftsstelle Haigerloch-Owingen
- SB-Geschäftsstelle Hechingen Gammertinger Straße
- SB-Geschäftsstelle Hechingen Obertorplatz
- SB-Geschäftsstelle Neufra